# غريغ فوستر (كرة سلة)
غريغ فوستر (بالإنجليزية: Greg Foster)‏ مواليد 3 أكتوبر 1968 في أوكلاند، هو مدرب كرة سلة أمريكي ولاعب سابق. بدأ مسيرته الاحترافية في سنة 1990. تم اختياره من قبل فريق واشنطن ويزاردز خلال الدرافت. وهو مدرب مساعد لفريق ميلووكي باكز في الرابطة الوطنية لكرة السلة. يبلغ طوله 6 قدم 11 بوصة (2.1 م). اعتزل اللعب في 2003. فاز بلقب دوري إن بي إيه. أحرز خلال مسيرته في الإن بي إيه 2538 نقطة بمعدل 3.9 نقاط في المباراة الواحدة.

## المسيرة الاحترافية
لعب مع بريوغان في الدوري الإسباني في سنة 1990، ثم لعب مع واشنطن ويزاردز من سنة 1990 إلى 1993، ثم لعب مع أتلانتا هوكس في موسم 1992–1993، ثم لعب مع ميلووكي باكز في سنة 1993، ثم لعب مع شيكاغو بولز في سنة 1994، ثم لعب مع مينيسوتا تمبر ولفز في موسم 1994–1995، ثم لعب مع يوتا جاز من سنة 1995 إلى 1999، ثم لعب مع سياتل سوبرسونيكس في موسم 1999–2000، ثم لعب مع لوس أنجلوس ليكرز في موسم 2000–2001.

## روابط خارجية
- غريغ فوستر على موقع إن بي أي (الإنجليزية)
- غريغ فوستر على موقع سبورتس رفرنس (الإنجليزية)
- غريغ فوستر على موقع الدوري الإسباني لكرة السلة (الإسبانية)
- غريغ فوستر على موقع كرة السلة الأوروبية.كوم (الإنجليزية)
- غريغ فوستر على موقع كلية كرة السلة في سبورتس رفرنس.كوم (الإنجليزية)
- غريغ فوستر على موقع ريلجم (الإنجليزية)
- غريغ فوستر على موقع بروبوليرز (الإنجليزية)
- غريغ فوستر على موقع سبورتس رفرنس (الإنجليزية)
- غريغ فوستر على موقع سبورتس رفرنس (الإنجليزية)